# Hostile Takeover
Hostile Takeover é um futuro filme canadense de ação e comédia de humor negro dirigido por Michael Hamilton-Wright, que também co-escreveu o roteiro com Burton L. Warner. O filme é estrelado por Michael Jai White, que também atua como produtor. O elenco também inclui Dawn Olivieri, Aimee Stolte e Aleks Paunovic.
O filme segue um assassino de elite que, ao tentar encontrar um equilíbrio em sua vida, se torna o alvo de sua própria organização. O lançamento está previsto para 8 de agosto de 2025 nos Estados Unidos em cinemas selecionados e em formato VOD.

## Enredo
Pete Strykyr (Michael Jai White) é um dos assassinos mais eficientes e procurados do mundo, mas o esgotamento profissional o leva a buscar uma vida mais equilibrada. Ele secretamente se junta a um grupo de apoio chamado "Workaholics Anonymous" (Viciados em Trabalho Anônimos) para encontrar a paz interior.
No entanto, quando sua organização secreta descobre suas reuniões, eles interpretam sua busca por uma vida normal como uma traição e um sinal de fraqueza. A organização inicia uma "tomada hostil" corporativa, ativando todos os seus agentes para eliminá-lo. Agora, Pete deve lutar por sua vida durante uma noite, usando suas habilidades letais para sobreviver, proteger sua família e descobrir quem da sua antiga vida está por trás da conspiração para matá-lo.

## Elenco
- Michael Jai White como Pete Strykyr, um assassino de elite em busca de equilíbrio.
- Dawn Olivieri como Angel.
- Aimee Stolte como Mora.
- Aleks Paunovic como Reaper.
- Trevor Gretzky como Mikhail.
- Anderson Silva como Javier.
- Damon Fryer como Dale.

## Produção
Hostile Takeover é uma coprodução entre a Karma Film, de Saskatchewan, e a Dovetale Media. As filmagens principais ocorreram em meados de 2024 na cidade de Regina, em Saskatchewan, no Canadá. A produção utilizou um estúdio de volume de LED, descrito como o maior do Canadá, para criar os cenários do filme.
O filme foi dirigido por Michael Hamilton-Wright, que também produziu ao lado de Anand Ramayya e do próprio Michael Jai White. O roteiro foi co-escrito por Hamilton-Wright e Burton L. Warner. A distribuição ficou a cargo da Quiver Distribution, que adquiriu os direitos de exibição. A coordenação de dublês foi liderada por Markos Rounthwaite.

## Lançamento
O filme tem seu lançamento agendado para 8 de agosto de 2025. Será um lançamento limitado em cinemas selecionados nos Estados Unidos, com um lançamento simultâneo em plataformas digitais e Video on demand (VOD).
O primeiro trailer foi lançado em julho de 2024 e foi recebido positivamente por sites especializados em filmes de ação, que destacaram a mistura de ação intensa e comédia de humor negro. O site Action-Flix.com descreveu o trailer como "selvagem" e elogiou a combinação do carisma e das habilidades de combate de Michael Jai White.